# 12 pont

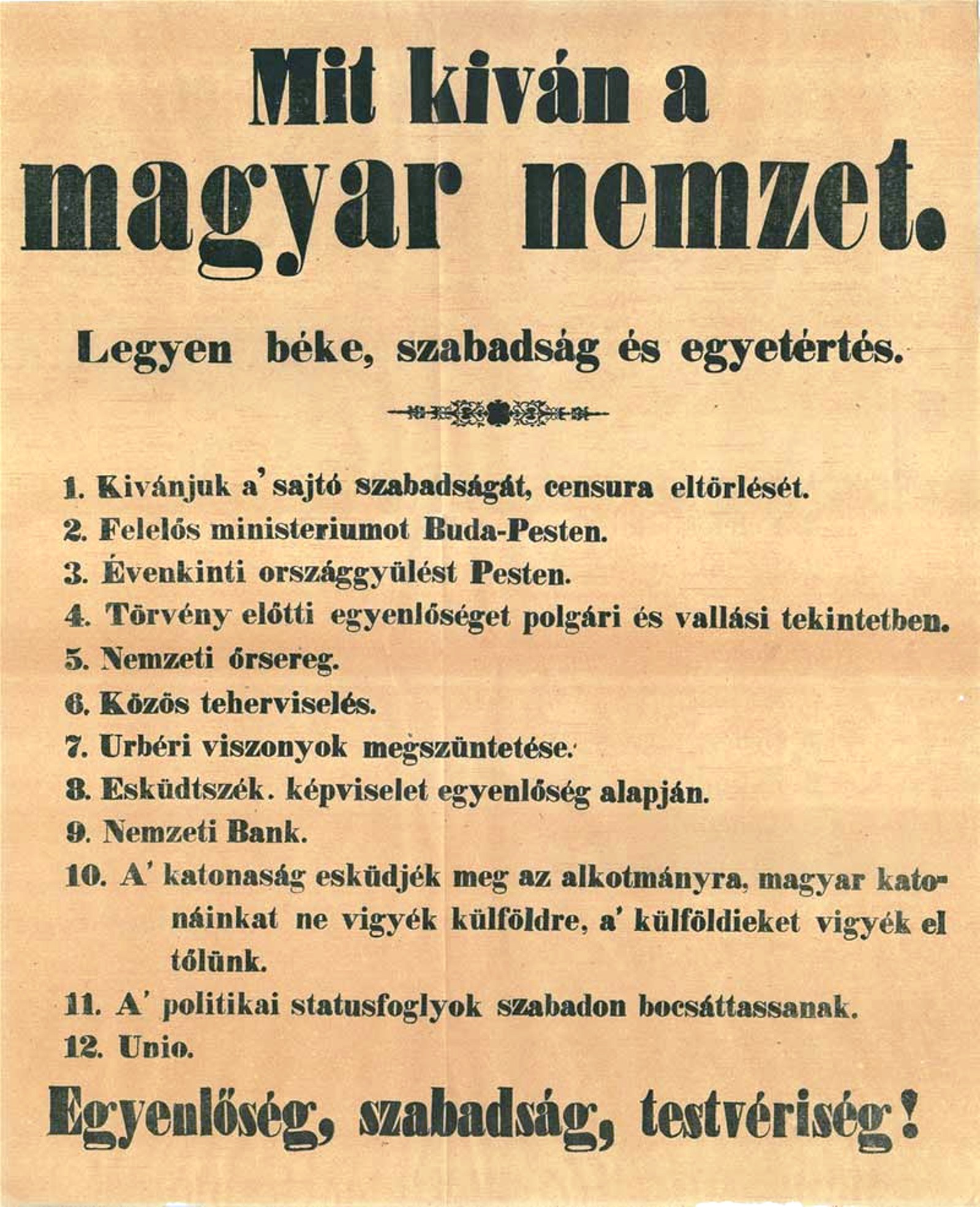
A 12 pont kinyomtatott plakátja

A 12 pont volt az 1848. március 15-én kitört pesti forradalom követeléseinek összefoglalása.

## Szövege
A Landerer & Heckenast nyomdában kiadott kiáltvány szövege:
Mit kiván a magyar nemzet.

Legyen béke, szabadság és egyetértés.
1. Kivánjuk a’ sajtó szabadságát, censura eltörlését.
2. Felelős ministeriumot Buda-Pesten.
3. Évenkinti országgyülést Pesten.
4. Törvény előtti egyenlőséget polgári és vallási tekintetben.
5. Nemzeti őrsereg.
6. Közös teherviselés.
7. Urbéri viszonyok megszüntetése.
8. Esküdtszék, képviselet egyenlőség alapján.
9. Nemzeti Bank.
10. A’ katonaság esküdjék meg az alkotmányra, magyar katonáinkat ne vigyék külföldre, a’ külföldieket vigyék el tőlünk.
11. A’ politikai statusfoglyok szabadon bocsáttassanak.
12. Unio.

Egyenlőség, szabadság, testvériség!

## Története
A párizsi forradalom hírére Kossuth Lajos március 3-án felirati javaslatot terjesztett az országgyűlés elé. Ezt az alsótábla azonnal elfogadta, de a főrendi tábla ellenállásképp nem is tárgyalt róla. Ebben az alkotmányos átalakulást, érdekegyesítést és belső reformot jelölte ki célul a korábbi sérelmi taktika helyett. Március 4-én az Ellenzéki Kör is megvitatta a felirati javaslatot. A felirati javaslat alkotmányosságra és nemzeti kormányra vonatkozó részeivel egyetértettek, de hiányolták belőle a sajtószabadság, az évenkénti országgyűlés és más intézmények tételes megnevezését.
Március 9-én, miután Irányi Dániel visszatért Pozsonyból, ahol Kossuthtal tárgyalt az ellenzéki mozgalom helyzetéről, a Kör ülésén elhatározták, hogy egy országos petíciós mozgalommal próbálják meg gyorsítani az országgyűlés munkáját.
Ennek hatására fogalmazta meg Irinyi József március 12-ére a Tizenkét pont első változatát, ami már jóval túlment az eredeti felirati javaslaton. Ez az első változat nem csak a később híressé vált 12 pontot tartalmazta, hanem egy bevezetőt is, amely megindokolta a kiáltvány születését. Ebben arra hivatkoztak, hogy egész Európa mozgásba jött, és Magyarország sem ragaszkodhat régi, elavult viszonyaihoz. Kijelentik, hogy a nemzet immár egyes eredményekkel nem elégszik már meg, az alkotmány átfogó reformját igényli.
Jókai Mór a Fiatal Magyarország tizenkét pontját a nép által megérthető magyarázattal alakította át.
A tervek szerint a március 19-i József-napi vásáron tömeggyűlésen erősíttették volna meg, de március 14-én este a 13-ai bécsi forradalom hírére úgy döntött a Pilvax-kör, hogy Pesten is forradalomra van szükség, és nyilvánosságra kell hozni követeléseiket. Ekkor került be a szövegbe a politikai foglyok szabadon engedése, két addigi pontot összevontak. Március 15. reggelén a Nemzeti dallal együtt elvitték Landerer és Heckenast nyomdájába, ahol a nyomdagépet lefoglalva kinyomtatták. Másnap petícióként küldték Pozsonyba, a tömeggyűlés megerősítése nélkül, de a forradalom súlyával.

## Pest város közgyűlésének plakátja

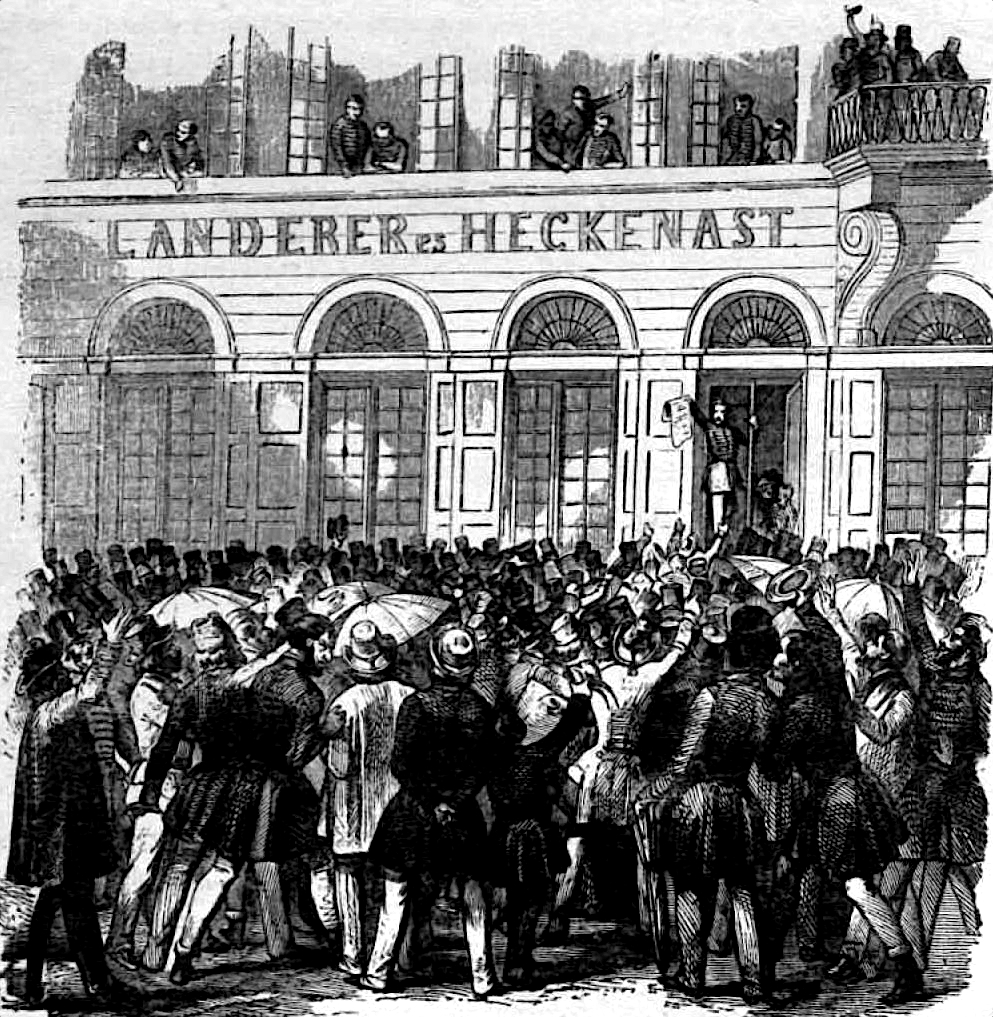
A kinyomtatott 12 pontot Szepessy Ferenc polgármester és a tanács tagjai aláírták, majd Rottenbiller az ablakon át felmutatta a népnek, ezzel megszületett a szabadsajtó első hivatalos terméke Pesten, 1848. március 15-én

A forradalom egyik állomása volt, amikor megnyitották a tanácstermeket. Ott került sor a Tizenkét pont elfogadására. Erről a délután folyamán plakáton értesítették a lakosságot:
Pest város közgyűlése e plakáton tájékoztatja a város lakosait március 15. délelőttjének városházi eseményeiről, a 12 pont elfogadásáról, a létrehívott választmány munkájáról.

Pest város közönsége nevében alolirottak szerencsések hivatalosan értesiteni a’ magyar nemzetet, hogy a’ mi más országokban polgár vérbe került, – a reformot – Budapesten 24 óra alatt békés és törvényes uton kivivta a törvényes egyetértés. A városi tanács ugyanis a választó polgársággal értesülvén arról, mikép a’ város polgárai és lakosai vele együtt akarnak értekezni az idők komoly fejleményei felett, a’ tanácskozási termek századokon át zárva volt ajtajit 1848-dik évi martius 15-kén délután 3 órakor a’ népnek megnyitá, ’s miután megértette annak törvényes kivánatait, azokat mint nagyobb részt már eddigelő is kebelében ápolt hazafiui óhajtásokat, egy szivvel egy akarattal elfogadta magáévá tevé, sőt azon tizenkét pontot, mellyeket nagy részben a nemzet 1790-dik év óta törvényhozás útján is annyiszor sürgetett; ezen közgyülésben az országgyüléshez intézendő kérelmezéskint aláírta.
Ezek után a tizenkét pont következett a következő kisebb változtatásokkal:
- az első pont így változott: „Sajtó szabadság a’ censura eltörlésével.”
- a második pont: „Felelős ministerium Buda-Pesten.”
- a tizenegyedik pontban a régiesebb Politicai írásmódot használták
- az utolsó pontot kiegészítették ekképpen: „Unio Erdélylyel.”